# Glycera martensii
Glycera martensii är en ringmaskart som beskrevs av Grube 1870. Glycera martensii ingår i släktet Glycera och familjen Glyceridae. Inga underarter finns listade i Catalogue of Life.